# Ниці
Ни́ці — село в Україні, у Сереховичівській сільській громаді Ковельського району Волинської області. Населення становить 343 осіб.

## Історія
Станом на 1885 рік у колишньому власницькому селі, центрі Ницівської волості Ковельського повіту Волинської губернії, мешкало 470 осіб, налічувалось 73 дворових господарства, існували школа та поштова станція.
За переписом 1897 року кількість мешканців зросла до 537 осіб (268 чоловічої статі та 269 — жіночої), з яких 536 — православної віри.
1906 року кількість дворів зросла до 115, а мешканців — до 648.

## Населення
Згідно з переписом УРСР 1989 року чисельність наявного населення села становила 381 особа, з яких 175 чоловіків та 206 жінок.
За переписом населення України 2001 року в селі мешкало 340 осіб. 100 % населення вказало своєю рідною мовою українську мову.